# Krumfelden
Krumfelden ist ein Stadtteil der Stadtgemeinde Althofen im Bezirk Sankt Veit an der Glan im Bundesland Kärnten (Österreich).

## Namenkundliches
Der Name Krumfelden bedeutet bei der krummen Weide, so der Sprachforscher Primus Lessiak.

## Geschichte
Krumfelden wurde als Chrumpenveliwe erstmals 1074 genannt. Für das Jahr 1530 sind zwo hueben und ain mul zu Krumpvelden unter Altenhoven bezeugt.
Spätestens 1804 vereinte Ferdinand Knapitsch alle Höfe Krumfeldens zu einem Gutshof. 1873 wurde Krumfelden der Gemeinde Althofen zugeschlagen, die dort 1911 ein Elektrizitätswerk errichtete und bis 1955 betrieb.
2012 beschloss die Gemeinde, Krumfelden als Wohngebiet auszubauen.

## Kultur und Sehenswürdigkeiten
Das denkmalgeschützte Herrenhaus des Guts Krumfelden wird als Schloss Krumfelden bezeichnet und wurde wohl 1856 errichtet.

## Bevölkerungsentwicklung
Seit der Volkszählung von 1869 liegen für Krumfelden Einwohnerzahlen in Abständen von typischerweise zehn Jahren vor.
| Jahr | Einwohnerzahl | Häuser |
| ---- | ------------- | ------ |
| 1869 | 30            | 4      |
| 1880 | 21            |        |
| 1890 | 31            |        |
| 1900 | 41            | 4      |
| 1910 | 36            | 4      |
| 1923 | 55            | 4      |
| 1951 | 72            | 3      |
| 1961 | 48            | 1      |
| 1971 | 29            | 1      |
| 1981 | 25            | 5      |
| 1991 | 11            | 2      |
| 2001 | 9             | 3      |
| 2011 | 3             | 1      |
| 2021 | 55            | 17     |